# MESSENGER

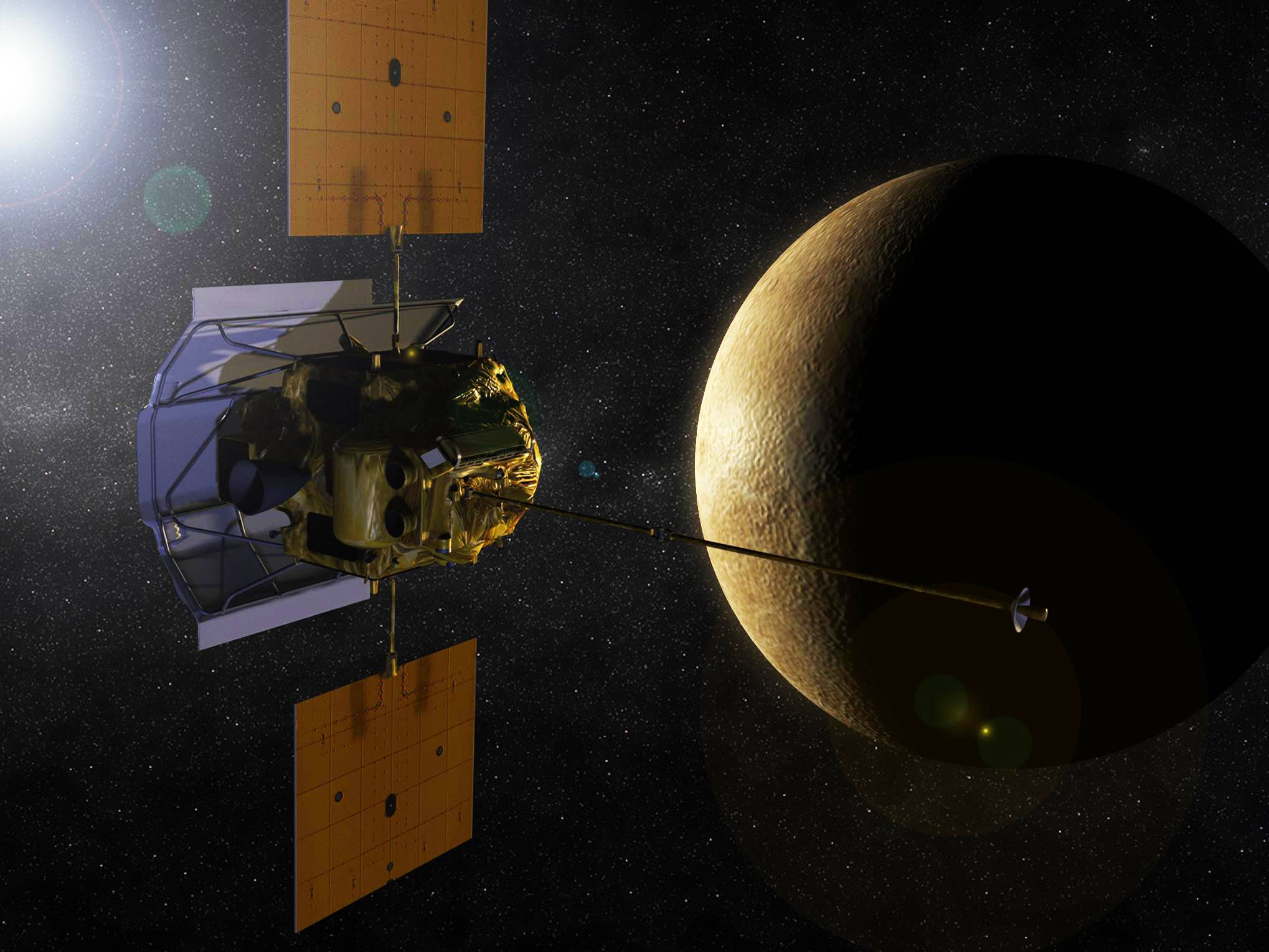
Representación artística de la sonda MESSENGER en órbita de Mercurio

MESSENGER fue una sonda espacial no tripulada de la NASA, lanzada rumbo a Mercurio el 3 de agosto de 2004 y que entró en órbita alrededor de dicho planeta el 18 de marzo de 2011 para iniciar un período de observación orbital de un año terrestre de duración. Durante su trayecto, la sonda ha sobrevolado la Tierra el 1 de agosto de 2005, y dos sobrevuelos a Venus (el 24 de octubre de 2006 y el 5 de junio de 2007) y tres a Mercurio (en 2008 y 2009) antes de la inserción orbital. La sonda consiguió sobrevivir cuatro años más hasta que la NASA decidió dar por terminado el proyecto y dejar que la sonda colisionara contra Mercurio el 30 de abril de 2015. Durante su misión consiguió datos muy valiosos sobre la superficie del planeta y descubrió la existencia de agua congelada en un resquicio donde nunca recibe el Sol.
El nombre MESSENGER es un acrónimo de MErcury Surface, Space ENvironment, GEochemistry and Ranging (Superficie, Ambiente Espacial, Geoquímica y Medición de Mercurio). Su nombre también significa "mensajero", elegido porque Mercurio era el mensajero de los dioses en la mitología romana. Esta sonda ha sido la primera en colocarse en órbita de Mercurio, ya que hasta ahora el planeta sólo ha sido visitado por la Mariner 10, que realizó tres sobrevuelos entre 1974 y 1975.

## Viaje

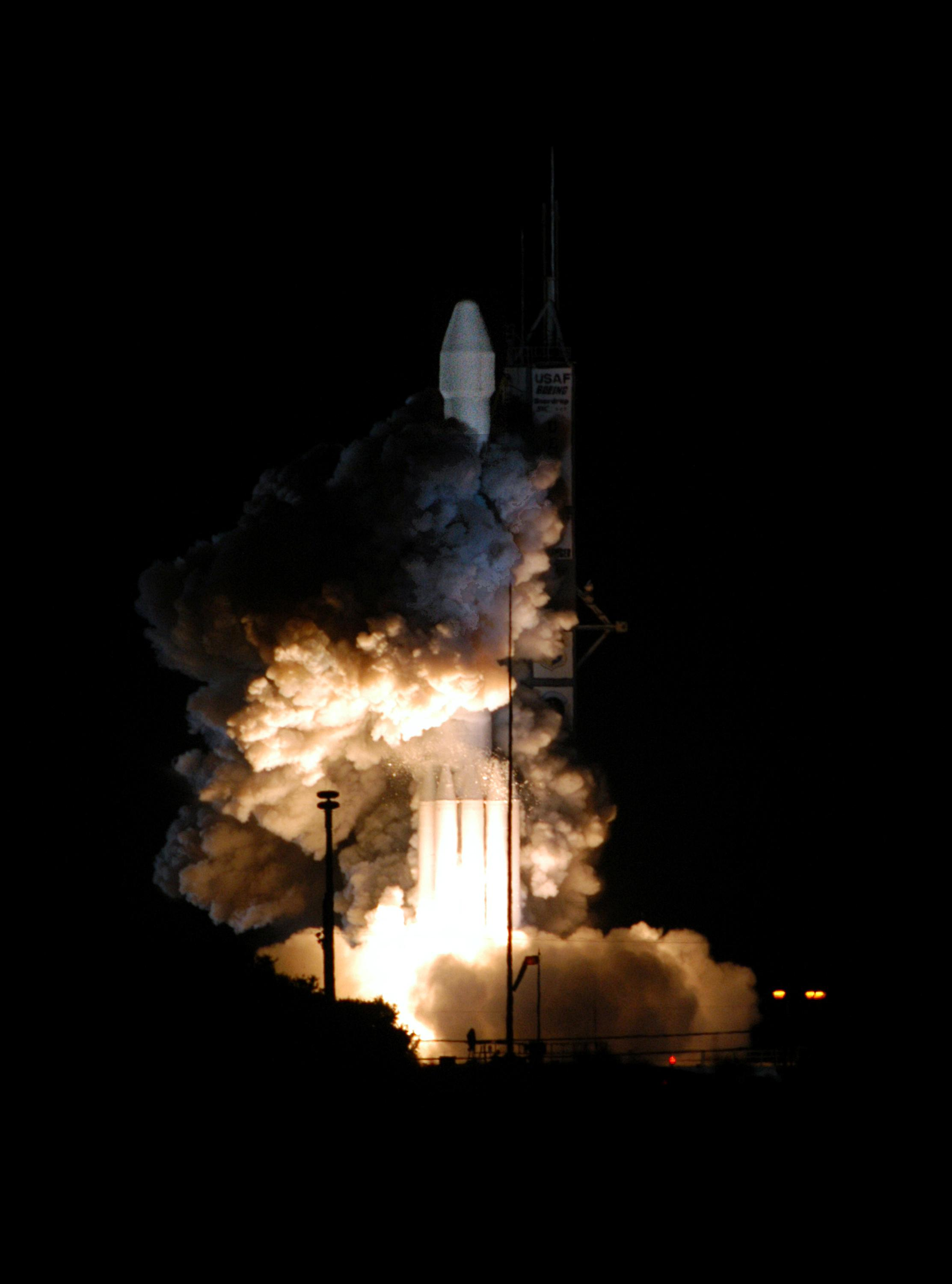
Lanzamiento del MESSENGER.

La sonda espacial fue lanzada usando un cohete Delta II desde Cabo Cañaveral el 3 de agosto de 2004. Una hora después la sonda se separó con éxito del propulsor y comenzó su larga travesía hacia Mercurio.
Alcanzar Mercurio requiere grandes cambios de velocidad debido a la alta velocidad orbital del planeta. Además el planeta apenas posee atmósfera, por lo que no es posible realizar la maniobra de aerofrenado, con la que se ahorra combustible. Para llegar a su destino, la sonda MESSENGER tuvo que realizar varias maniobras de asistencia gravitatoria, que permiten cambios en la velocidad de la nave sin utilizar propelente.
La sonda sobrevoló la Tierra el 2 de agosto de 2005, con una aproximación máxima de 2347 km sobre Mongolia. Ha sobrevolado dos veces Venus, el 24 de octubre de 2006 a una altitud de 2992 km y el 5 de junio de 2007 a tan solo 338 km, poniendo a la sonda en ruta hacia Mercurio.
La sonda MESSENGER realizó 3 sobrevuelos de Mercurio, el primero el 14 de enero de 2008 y el segundo el 6 de octubre de ese mismo año. El tercero tuvo lugar el 29 de septiembre de 2009 para reducir gradualmente su velocidad y dirigir la nave hacia la inserción orbital, que tuvo lugar el 18 de marzo de 2011 y dar comienzo a su misión principal tras encender y comprobar los instrumentos.
Durante los acercamientos de MESSENGER a la Tierra y la Luna usó su espectrómetro para estudiar la atmósfera y superficie de ambos mundos. También realizó algunos análisis de la magnetosfera de la Tierra.

Trayectoria del MESSENGER.

### Vela solar
Luego de la experiencia de la sonda Mariner 10, 30 años antes, que utilizó sus paneles como velas solares en forma no planificada para subsanar la falta de propelente, se planificó utilizar la presión de la luz solar como empuje para el frenado y posterior captura de Mercurio, de forma que pudiese entrar en órbita. Se realizaron esas maniobras según lo planificado, utilizando los paneles solares a manera de vela solar.
Sin este apoyo, además de las asistencias gravitatorias, se hubiese necesitado una cantidad muchísimo mayor de propelente, lo que hubiese subido el costo más allá del presupuesto.

## Planes de observación
La misión principal tuvo una duración de un año terrestre. El objetivo de la misión era crear un mapa global de Mercurio, un modelo tridimensional de la magnetosfera y estudiar los elementos volátiles presentes en los cráteres.

## Encuentro del 14 de enero de 2008
El 14 de enero de 2008 la sonda visitó por primera vez Mercurio, 33 años después del último sobrevuelo realizado por la Mariner 10. Fueron necesarios alrededor de 10 minutos para que las señales de radio llegaran al centro de control en la Universidad Johns Hopkins.
Las imágenes enviadas mostraron una superficie rugosa y repleta de cráteres, consecuencia del intenso bombardeo de meteoritos que ha sufrido el planeta. Algunas de las imágenes de alta resolución de la MESSENGER registran áreas nunca antes vistas de Mercurio y regiones que ya fueron fotografiadas por la sonda Mariner 10 en 1974. La máxima aproximación fue de 200 kilómetros de su superficie.

## Energía
MESSENGER estaba equipada con dos paneles solares de Arseniuro de galio/germanio (GaAs/Ge) que proporcionaban a la sonda una media de 450 vatios en la órbita de Mercurio. Cada panel podía rotar para variar su posición e incluye reflectores ópticos para controlar la temperatura del sistema. La energía solar fotovoltaica así generada por los paneles se almacenaba en una batería de níquel e hidruro metálico de 23 amperios-hora.

## Fin de la misión

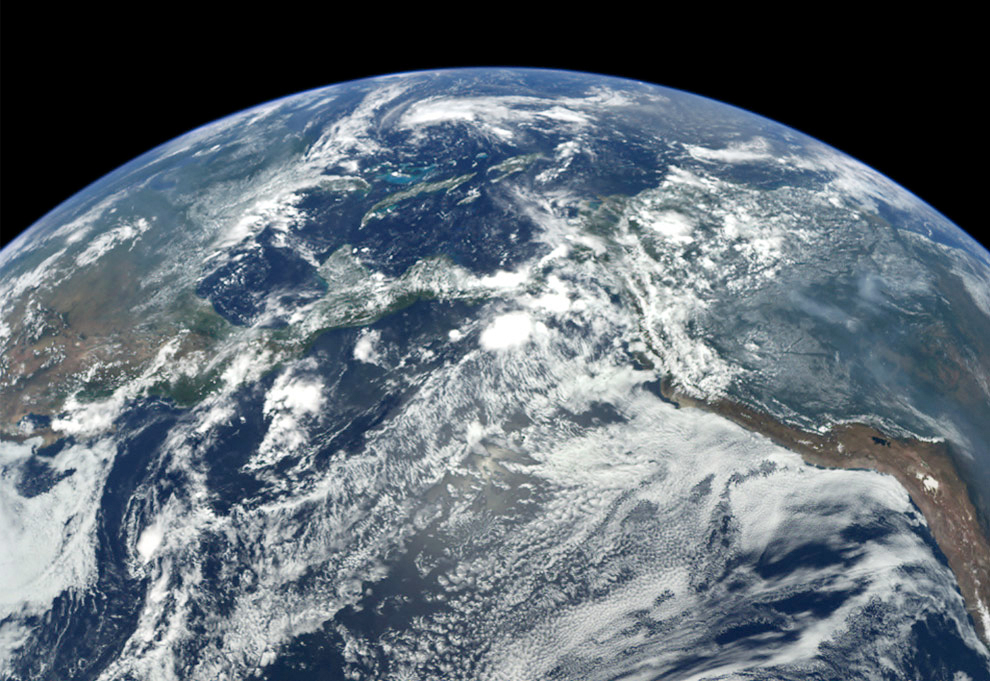
Lo que era posible observar desde el punto de vista del MESSENGER cuando daba la vuelta al mundo para ganar velocidad. Altura aproximada de 2348 km y a 11 kilómetros por segundo (Mach 32). En la imagen se puede observar el océano Pacífico, Sur América y Norteamérica.

MESSENGER concluyó su misión el 30 de abril de 2015. La NASA la estrelló contra el planeta Mercurio a una velocidad de 3,91 kilómetros por segundo, dejando un cráter de unos 16 metros de diámetro. La nave, de unos 513 kilogramos, liberó la misma energía al estrellarse que la explosión de una tonelada de TNT. El 20 de octubre de 2018 la Agencia Espacial Europea (ESA), en colaboración con la Agencia Japonesa de Exploración Aeroespacial (JAXA), lanzó la sonda BepiColombo, que entre uno de sus objetivos se encuentra el de usar este cráter para investigar el impacto de la MESSENGER sobre el planeta, que dejó al descubierto parte del subsuelo con materiales más frescos y con menor exposición al exterior.
Durante su misión, MESSENGER tomó más de 250 000 fotografías, recopilando gran cantidad de información.